# Surendranath College
Surendranath College est un établissement d'enseignement supérieur situé à Calcutta, dans l'État du Bengale-Occidental, en Inde. Fondé en 1884 par le leader nationaliste Surendranath Banerjee, il est affilié à l'Université de Calcutta et propose des formations de niveau licence dans les domaines des arts, des sciences et du commerce.

## Histoire
L'institution trouve son origine dans la Presidency School, reprise en 1882 par Surendranath Banerjee. En janvier 1884, elle devient le Presidency Institution et obtient l'affiliation universitaire. Plus tard la même année, avec l'autorisation de Lord Ripon, elle est renommée Ripon College. En 1948–1949, l'établissement prend le nom de Surendranath College en hommage à son fondateur.

## Organisation académique
Le collège propose des formations de niveau licence (B.A., B.Sc., B.Com.) dans les disciplines suivantes :
- Arts : bengali, anglais, sanskrit, histoire, philosophie, science politique, journalisme, sociologie
- Sciences : physique, chimie, mathématiques, informatique, botanique, zoologie, microbiologie, psychologie
- Commerce : comptabilité, économie, gestion

Le collège est accrédité par la Commission des subventions aux universités (University Grants Commission, UGC) et a reçu la note B+ de la NAAC en 2017.

## Personnalités notables
Parmi les anciens élèves et professeurs célèbres :
- Bibhutibhushan Bandopadhyay, romancier
- Sunil Gangopadhyay, écrivain
- Dhirendranath Datta (en), militant du mouvement pour la langue bengalie
- Sailen Manna, capitaine de l'équipe indienne de football aux JO de 1952
- Mohammad Mohammadullah, ancien président du Bangladesh
- Chintamoni Kar (en), sculpteur et directeur du Government College of Art & Craft[5]
- Khaleda Zia, femme d'État bangladaise

## Patrimoine et événements
Le collège a accueilli des figures historiques telles que Swami Vivekananda (1897), Mahatma Gandhi (1901) et Rabindranath Tagore (1911), qui y a lu un essai sur l'unité nationale.

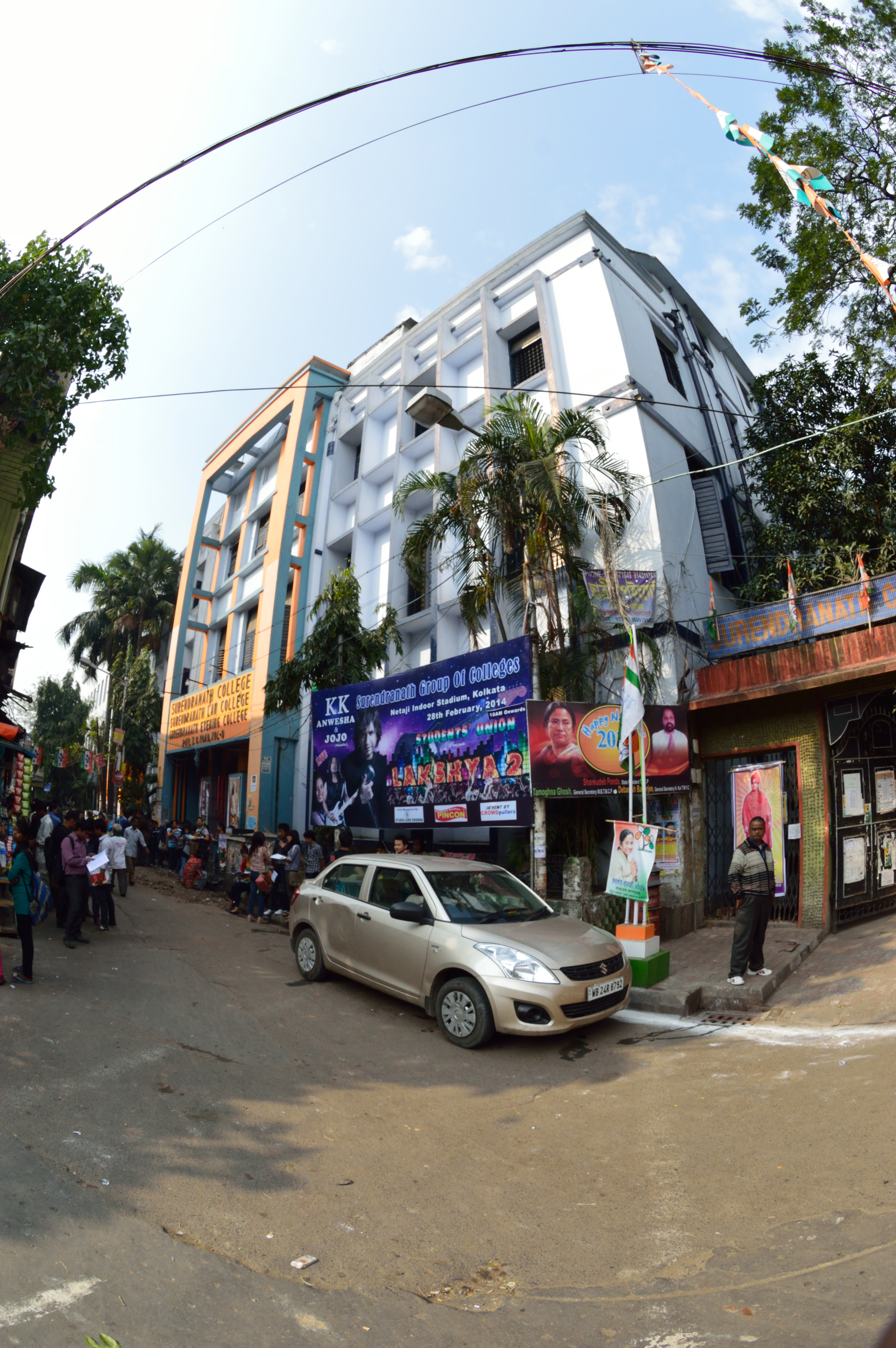
Façade du Surendranath College à Kolkata.